# Paul Gimmel
Paul Gimmel (* 4. April 1889 in Berlin; † 29. Mai 1960 in Dresden) war ein deutscher Kletterer und Bergsteiger.

## Leben
Paul Gimmel zog 1910 nach Dresden, wo er Jenny Gimmel geborene Levi heiratete und bis zu seinem Tode lebte. 
Der gelernte Kaufmann trat der Gewerkschaft und der SPD bei. In seiner Freizeit unternahm er Ausflüge in das Elbsandsteingebirge, wo seine Liebe zur Natur, Felsen und Berge geweckt wurde, sodass er 1921 dem Sächsischen Bergsteigerbund (SBB) und dem Touristenclub „Wanderlust 1896 (TCW)“ beitrat. Im SBB war er zunächst für die Zusammenarbeit mit der Volkshochschule zuständig. Später gehörte er dem Vorstand an und wurde 1926 zu dessen Vorsitzenden gewählt. Gleichzeitig gab er das Mitteilungsheft des SBB Der Bergsteiger heraus. Da seine Frau als Halbjüdin Repressalien ausgesetzt war, erklärte er 1931 seinen Rücktritt vom Amt des Vorsitzenden des SBB, woraufhin er zum Ehrenvorsitzenden ernannt wurde.
Nach Kriegsende trat er der KPD bei und wurde 1946 SED-Mitglied. Da in der Sowjetischen Besatzungszone die Wiederzulassung der Naturfreunde problematisch war, kam es zur Gründung der „Antifaschistischen Touristenbewegung (ATB)“, die nach der Zwangsvereinigung von KPD und SPD zur SED in „Einheitstouristenbewegung (ETB)“ und kurz danach in „Natur- und Heimatfreunde“ umbenannt wurde, deren Geschäftsführer er in den Jahren 1947/48 war. Beruflich übernahm er 1947 die Leitung der Volkshochschule der Stadt Dresden und wechselte 1951 zur Volkshochschule für den Kreis Dresden-Land nach Radebeul. 1954 übernahm er bereits im Rentenalter die Funktion des Sekretärs der Gesellschaft zur Verbreitung Wissenschaftlicher Kenntnisse (später „URANIA“) im Kreis Dresden-Land.
1959 fuhr er letztmals mit Sohn und Enkeln zum Klettern in die Sächsische Schweiz. Im darauffolgenden Jahr starb er in Dresden.

## Schriften (Auswahl)
- Die Touristik und ihre Systeme in der DDR. In: Sportorganisator,  Heft 5, Juli 1952, S. 158–160